# 巴楚镇
巴楚镇，是中华人民共和国新疆维吾尔自治区喀什地区巴楚县下辖的一个乡镇级行政单位。

## 行政区划
巴楚镇下辖以下地区：
代尔瓦扎阿勒迪社区、布拉克贝希社区、汉族科瑞克社区、飞机场社区、飞机场路社区、扎帕吾斯塘社区、塞克散村社区、火车站社区、文化路社区和英买里社区。